# Linie aeriană

Cea mai scurtă cale de pe suprafața pământului între punctul A și punctul B este o ortodromă.

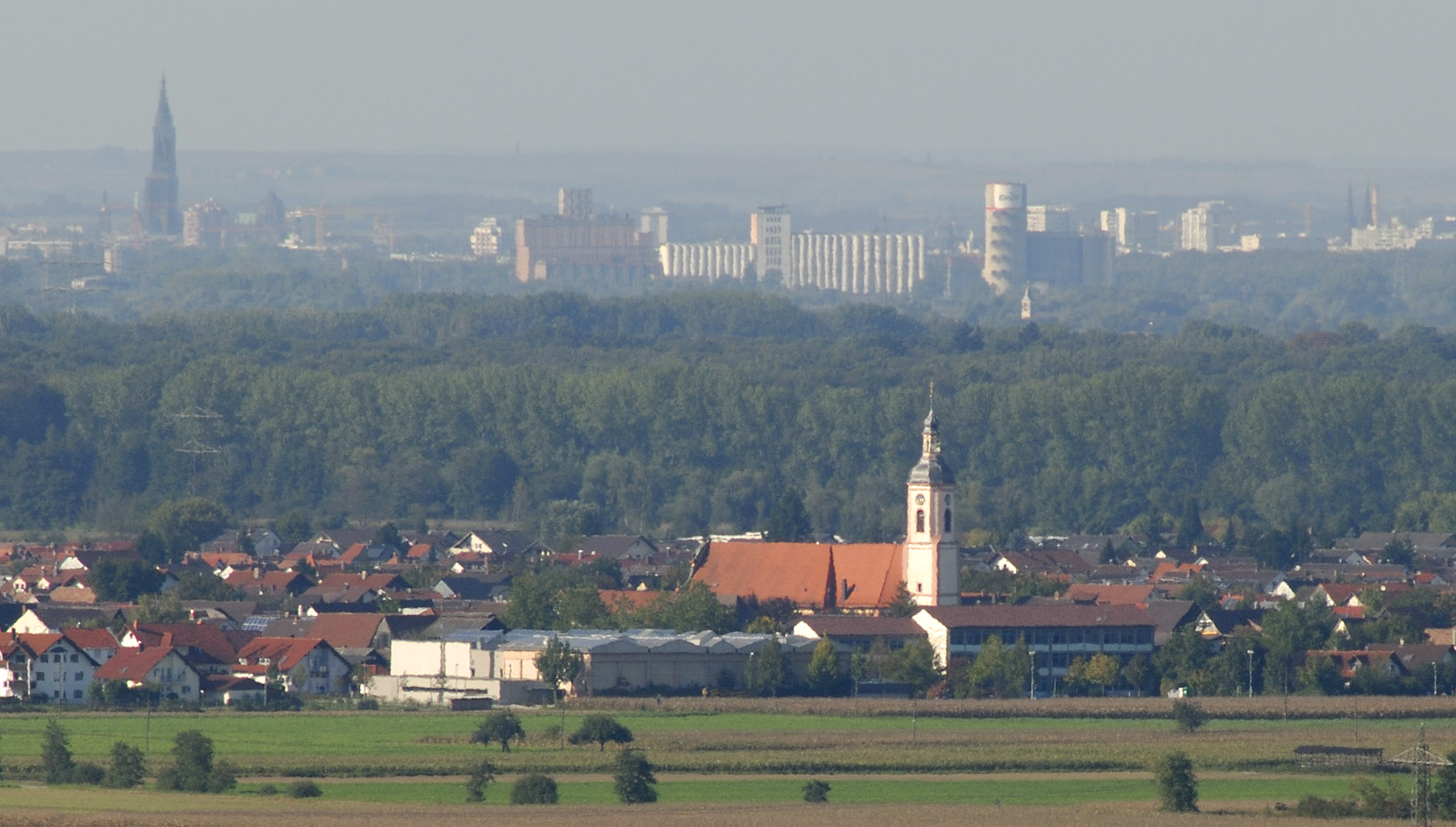
Turnurile bisericilor se află la aproximativ 17,5 km unul de cealalt și sunt despărțite de o graniță națională:
în față dreapta biserica catolică Sf. Jakobus din Schutterwald (Germania), iar în spate stânga Notre-Dame din Strasbourg (Franța)

Linie aeriană este o expresie care se referă la cea mai scurtă distanță dintre două puncte din natură parcursă prin aer direct, atunci când cele două puncte sunt în linia de vizibilitate derectă cu ochiul liber. Linia aeriană este o distanță, care poate depăși și diferențe mai mari de altitudine în teren, de exemplu în munți. Dacă vederea directă este blocată de un obstacol, de exemplu o clădire sau un munte, linia aeriană corespunde distanței cele mai scurte dintre cele două puncte, trecând peste obstacolele respective.
Pentru distanțe mai mari, linia dreaptă nu ia în considerare denivelările terenului, adică ridicăturile de teren sau clădirile, văile și diferențele de nivel, dar include forma sferică a Pământului. În acest caz, linia aeriană este „orizontală” și urmează curbura Pământului. Din punct de vedere matematic, linia aeriană aici corespunde unui arc de cerc care se află pe un cerc mare în jurul centrului pământului (a se vedea trigonometria sferică).
Când astfel de distanțe sunt proiectate pe hărți plane, în general nu mai există linii drepte, ci curbe, care reprezintă totuși cea mai scurtă distanță între două puncte. De exemplu, linia directă dintre New York și Berlin trece peste Scoția. În geometrie și navigație, se vorbește, așadar, mai precis despre ortodrome în loc de o „linie aeriană”.
În navigație, loxodroma este adesea preferată ortodromei: loxodromele se caracterizează prin faptul că unghiul de orientare față de țintă nu se modifică adică pe traseu se taie toate meridianele sub același unghi.